# Эпоха тюльпанов
Эпоха тюльпанов (тур. Lâle Devri, осман.  لاله دورى‎) — период в истории Османской империи, получивший своё название благодаря моде на разведение тюльпанов. Началом этого периода принято считать заключение Османской империи мира с Австрией и Венецией в 1718 году; окончанием — восстание в Стамбуле в 1730 году. Эта эпоха характеризуется приобщением к науке, культуре, экономике и архитектуре Европы.

## Становление и расцвет
Под руководством султана Ахмеда III и великого визиря Невшехирли Дамада Ибрагима-паши Османская империя начала новую политику, ознаменовавшуюся культурными реформами.

### Европейские посольства
В Париж, Лондон и Вену были отправлены временные посольства. Деятельность османских дипломатов способствовала развитию интереса к картографии, книгам, европейской прессе, активизировала работу по переводу сочинений европейских авторов по истории, географии, астрономии, стимулировала личные связи османских сановников и улемов с европейцами.

### Книгопечатание
Сайидом Эфенди и Ибрагимом Мютеферриком была открыта первая турецкая типография. Это открытие стало результатом работы посольства во Франции. Идея книгопечатания появилась у Ибрагима Мютеферрика много раньше. Уже в 1719 и 1724 годах он изготовил клише и отпечатал карты Мраморного и Чёрного морей, которые подарил великому визирю. Однако для создания типографии существовало несколько препятствий: султанский указ запрещал христианским типографиям использовать арабский шрифт; кроме того переписчики рукописных книг с открытием типографии опасались остаться без работы. Все эти проблемы были решены после возвращения посольства из Франции. Сын посла Сайид Эфенди стал ярым сторонником книгопечатания и соратником Ибрагима Мютеферрика.

### Архитектура

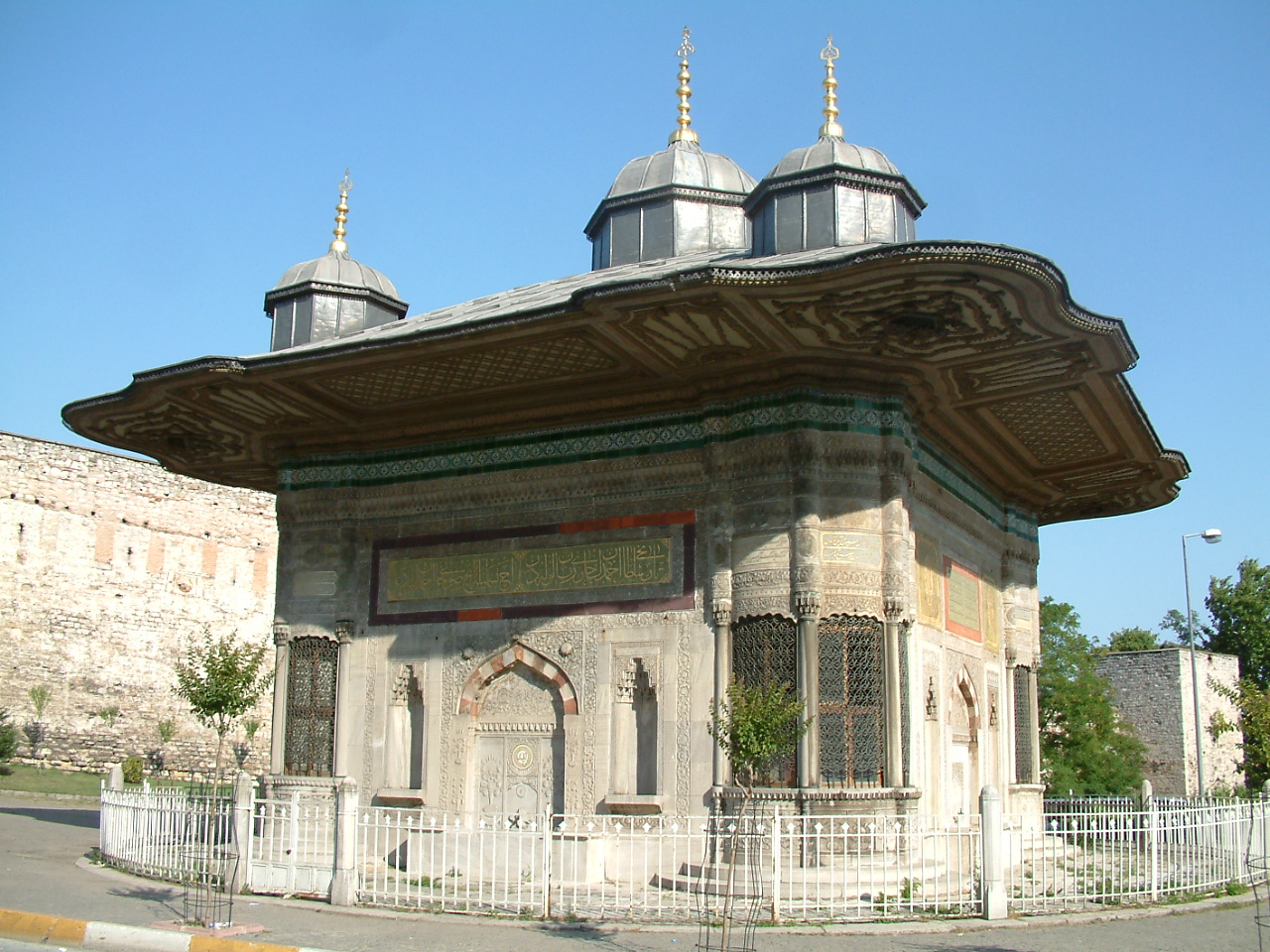
Фонтан Ахмеда III — классический пример архитектуры эпохи тюльпанов

Широко развивалось строительство и садово-парковое искусство. В Стамбуле появились многочисленные дворцы султана, визиря и прочих министров Порты. В окрестностях города были разбиты новые парки и сады с мраморными бассейнами и фонтанами. Была построена загородная резиденция султана — Саадабад, спроектированная по планам Версаля и Фонтенбло. Под влиянием барокко менялся весь архитектурный османский стиль. Классическим примером является фонтан Ахмеда III перед дворцом Топкапы в Стамбуле. Этим союзом двух стилей пронизан весь XVIII век.

### Культурная жизнь

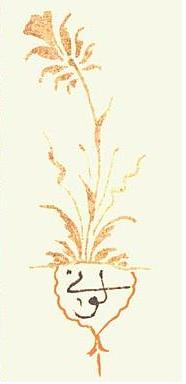
Миниатюра, изображающая тюльпан Левни (1720 г.)

Повсеместно устраивались пышные праздники, включавшие в себя развлечения европейцев: загородные прогулки, катание на лодках, пиры. Модными стали и праздники цветов, особенно популярны были тюльпаны. Их клубни ввозились в страну в огромном количестве из Голландии. Тюльпан воспевался в поэзии, его мотивы использовались в живописи. По сей день в современной Турции тюльпан считается воплощением совершенства и красоты. Turkish Airlines украшает фюзеляжи своих самолётов изображением тюльпана. Кроме того тюльпан является неофициальной эмблемой Турции, используемой туристическими агентствами.

### Медицина
Европейское мышление повлияло и на развитие медицины. Стали появляться приверженцы Парацельса. Проводником идей Парацельса в Османской империи был Омер Шифаи. Он знал европейские языки и перевёл с латинского книги Парацельса. В них Шифаи выступает поборником европейской фармакологии и химии. Впервые была проведена вакцинация против оспы.

### Промышленность и армия
Развивалась промышленность. В Стамбуле были открыты керамические мастерские и бумажная фабрика. Было предложено множество проектов реорганизации армии, однако большинство из них было отвергнуто. Один проект всё же нашёл отклик в Порте: в Стамбуле для борьбы с пожарами была создана пожарная команда, состоявшая преимущественно из янычар.

## Известные личности
- Невшехирли Ибрагим-паша — великий визирь Османской империи. Именно благодаря его идеям получила своё начало эпоха тюльпанов.
- Адмирал Мустафа-паша — зять Ибрагима Невшехерли; прославился благодаря созданию 44 сортов тюльпанов[7].
- Ахмед Недим — османский поэт. Творчество Ахмед Недима связывают с преодолением персидского влияния и поиском аутентичной тюркизации.
- Абдулджелил Левни — османский миниатюрист, запечатлевший в своих альбомах эпоху тюльпанов[7].

## Конец эпохи
Эпоха тюльпанов требовала огромных затрат, вследствие этого постоянно повышались налоги и цены. Среди ремесленников и торговцев возникло недовольство, перешедшее в бунт. К рядам недовольных примкнули и янычары, которых не радовала обстановка в начавшейся в 1730 году войне против персов. Произвол властей лишь накалял обстановку. Бунт вылился в восстание, возглавляемое албанцем Халилом. Великий визирь был свергнут и убит; султан Ахмед III низложен; введённые ими налоги и пошлины были отменены. Восстание Патрона Халила положило конец Эпохе тюльпанов.